# Vendvidéki Közművelődési Egyesület
A Vendvidéki Közművelődési Egyesület vagy Vendvidéki Magyar Közművelődési Egyesület magyarosítás céljából a történeti Vendvidéken létrehozott kulturális szerveződés, amelynek célja a magyarországi szlovénekbe (vendekbe) a magyar (hungarus) beoltása, a magyar nyelv elterjesztése és ezzel a lakosság beolvasztása a magyarokba. A magyarosítástól eltekintve érdemeként említhető mégis, hogy segített csönkenteni az analfabétizmus arányát.
Előzményének tekinthető a Trefort Ágoston által elindított 1877-es tanterv, amely a magyar nyelvet akarta elterjeszteni a kisebbségek elemi iskoláiban.

A kisebbségek körében kialakított közművelődési egyesületek segítették a magyarosítást és könyveket adtak a nemzeti kisebbség nyelvén, amely tartalmát tekintve hangsúlyozta a magyarság és nyelvének feljebbvalóságát, ezzel azt akarta elérni, hogy a magyar tudat erősebb legyen a kisebbségekben és így asszimilálódnak idővel a magyarokba.
A muraszombati tanárok kezdeményeztek először közművelődési egyesületet a Vendvidéken. 1893. október 4-én Csendlakon iskolaszéki-ülést tartottak, ahol oktatási és magyarosítási tagozatot. Ez 1897. október 28-val szerveződött a Vendvidéki közművelődési egyesületté, amely aztán az első világháború végéig működött. Főként a magyarosabb érzelmű evangélikusok támogatták, akiknek értelmisége dicsőítette Magyarországot.
A Muraszombat és vidéke c. magyarosító szellemű lap ezeket közli az egyesületről:
| „                                         | Ezen a szláv vidéken, ahol százezer vend él, egyesületünk a hangsúlyt a hazaszeretetre helyezte. A tanítók segítségével így az alábbi területeken voltunk jelen: népoktatás, a magyar nyelv terjesztése, magyar szellem ápolása, iskola- és óvodaalapítás, ifjúsági kórusok és népkönyvtárak alapítása, továbbá segítettünk abban, hogy a vend gyerekeket magyar falvakba küldjék; magyar imakönyveket, zsoltáros és egyéb könyveket terjesztettünk. | ” |
| – Muraszombat és Vidéke, 1915, július 18. | |   |

A közművelődési egyesület állta annak költségét, hogy a szlovén gyerekek magyar területre utazhassanak. A tevékenységében részt vettek szlovén irodalmárok, így Pusztai József is, míg más értelmiségiek és politikai vezetők, mint Ivanóczy Ferenc és Borovnyák József szembehelyezkedtek vele. Az Ausztria fennhatósága alatt álló és a magyarországi szlovének egyesítésére törekvő szlovén mozgalmak is igen nagy felháborodással fogadták munkáját.
1919-ben miután a Szerb-Horvát-Szlovén Királyság megszerezte a Vendvidék mintegy 90%-át, betiltotta az egyesületet. Résztvevői a következő évtizedekben, egészen a második világháború végéig igyekezték kipropagálni a vendekből, hogy ők nem szlovén népcsoport, hanem kelta eredetűek. Állításaik szerint a vendség már rég azonosult a magyarsággal, ezért hozzá kell, hogy tartozzon.